# Ислам и демократия
Существует ряд точек зрения на совместимость ислама и демократии среди исламских учёных, широкой мусульманской общественности и западных политических теоретиков.
Некоторые современные исламские мыслители, чьи идеи были особенно популярны в 1970-х и 1980-х годах, отвергли понятие демократии как иностранную идею, несовместимую с исламом. Другие утверждают, что традиционные исламские понятия, такие как шура («консультация»), маслаха («общественный интерес») и адль («справедливость»), оправдывают существование представительных государственных институтов, которые похожи на западную демократию, отражая при этом исламские, а не западные либеральные ценности. Третьи выдвинули либерально-демократические модели исламской политики, основанные на плюрализме и свободе мысли. Некоторые мусульманские мыслители отстаивают светские взгляды на ислам.
Различные взгляды на демократию также представлены в широкой мусульманской общественности, при этом опросы показывают, что большинство в мусульманском мире желают политической модели, в которой демократические институты и ценности могут сосуществовать с ценностями и принципами ислама, не видя никакого противоречия между ними. На практике политическая история современного исламского мира часто отмечалась недемократическими практиками в государствах как светского, так и религиозного характера. Аналитики выдвинули ряд причин для этого, в том числе наследие колониализма, «нефтяное проклятие», арабо-израильский конфликт, авторитарные светские режимы, «образ мышления мусульман» и исламский фундаментализм.

## Традиционные политические концепции
См. также: Политические аспекты ислама и шура

### Коран
Мусульманские демократы, в том числе Ахмад Мусалли (профессор политологии Американского университета в Бейруте), утверждают, что в Коране существуют концепции указывающие на некоторую форму демократии. Эти понятия включают в себя шура, иджма («консенсус»), аль-хуррия («свобода»), аль-хукук аль-шариа («законные права»). Например, шура (Аль Имран — Коран 3: 159, Аш-Шура — Коран 42:38) может включать избрание лидеров, которые будут представлять и управлять от имени сообщества. Поэтому управление людьми не обязательно несовместимо с правлением ислама, хотя также утверждается, что правление религиозным авторитетом — это не то же самое, что правление представителя Бога. Эта точка зрения, однако, оспаривается более традиционно настроенными мусульманами. Мусалли утверждает, что деспотичные исламские правительства злоупотребляли концепциями Корана в своих собственных целях: «Например, Шура, доктрина, требующая участия общества в управлении делами своего правительства, на самом деле стала доктриной, которой манипулировали политические и религиозные элиты защищая свои экономические, социальные и политические интересы за счет других слоев общества».

### Суннизм
Обсуждения в Халифате, прежде всего в Праведном халифате, были не совсем демократическими в современном смысле, принятие решений оставалось в руках совета известных и доверенных соратников Мухаммеда и представителей племён (большинство из которых были выбраны или избраны в своих племенах).
В раннем исламском халифате глава государства, халиф, рассматривался как преемник Мухаммеда во главе уммы, который, по мнению суннитов, был в идеале избран людьми или их представителями, как и было в случае с избранием Абу Бакра, Умара ибн аль-Хаттаба, Усмана и Али ибн Абу Талиба. После праведных халифов, более поздние халифаты во время исламского золотого века имели гораздо меньшую степень коллективного участия, но, поскольку «никто не превосходил кого-либо, кроме как на основе благочестия и добродетели» в исламе и следуя примеру Мухаммеда, более поздние исламские правители часто проводили публичные консультации с людьми в их делах.
Законодательная власть халифа (или позже, султана) всегда была ограничена классом учёных, признанных и авторитетных знатоков теоретических и практических сторон ислама, считающейся хранителями исламского права. Поскольку закон исходил от знатоков права, это не позволяло халифу диктовать правовые результаты. Шариатские постановления были признаны авторитетными на основе консенсуса улемов, которые теоретически действовали как представители уммы, то есть всей мусульманской общины. После того, как, начиная с XI—XII веков, широкое распространение получили медресе, их выпускникам часто приходилось получать «иджазы» («лицензии на преподавание и выдачу юридических заключений»). Во многих отношениях классическое исламское право функционировало как конституционное.

### Шиизм
Согласно пониманию шиитов, Мухаммед назвал своим преемником (главой правоверных, так как Мухаммед был последним пророком) зятя и двоюродного брата Али. Таким образом, первые три из четырёх избранных праведных халифов, признанных суннитами (Али является четвёртым), шиитами считаются узурпаторами, несмотря на то, что они были «избраны» посредством соборного обсуждения (в котором шииты не принимали участия как представители мусульманского общества того времени). Крупнейшая шиитская группировка — иснаашариты — признают своими духовными руководителями 12 имамов из рода Али ибн Абу Талиба, преемника пророка Мухаммеда, последний из которых (Мухаммед аль-Махди, он же Скрытый Имам) всё ещё жив, и шииты ждут его возвращения в качестве мессии (Махди).

## Теоретические перспективы исламской демократии

### Аль-Фараби
Ранний исламский философ Аль-Фараби (ок. 872—950) в одной из своих наиболее заметных работ «Трактат о взглядах жителей добродетельного города» теоретизировал идеальное исламское государство, которое он сравнивал с Платоновской «Республикой». Аль-Фараби отошёл от платоновской точки зрения, считая, что идеальным государством будет править пророк, а не правитель-философ, задуманный Платоном. Аль-Фараби утверждал, что идеальным государством был город-государство Медина, когда им управлял Мухаммед как глава государства, поскольку он находился в прямом общении с Богом, чей закон был ему открыт. В отсутствие пророка Аль-Фараби считал демократию наиболее близкой к идеальному государству, рассматривая республиканские порядки Праведного халифата в качестве примера в ранней мусульманской истории. Однако он также утверждал, что именно из демократии возникли несовершенные государства, отметив, что республиканские порядки раннего Исламского халифата был позднее заменён формой правления, напоминающей монархию при династиях Омейядов и Аббасидов.

### Разновидности современных исламских теорий
Мухаммед Муслих и Майкл Брауэрс выделяют три основных взгляда на демократию среди выдающихся мусульманских мыслителей, которые стремились разработать современные, явно исламские теории социально-политической организации, соответствующие исламским ценностям и закону:
- Радикальное неприятие демократии, идущее от Сейида Кутба и Абу-ль-Аля Маудуди, осуждает подражание иностранным идеям, проводя различие между западной демократией и исламской доктриной «шуры» (консультации между правителем и управляемым). Эта точка зрения, которая подчёркивает всеобъемлющее применение шариата, была широко распространена в 1970-х и 1980-х годах среди различных движений, стремящихся создать исламское государство, но в дальнейшем его популярность уменьшилась.
- Умеренные исламские мыслители подчёркивает важность традиционно мусульманских понятих «маслаха», «адль» и «шура». Считается, что исламские лидеры поддерживают справедливость, если они продвигают общественные интересы, как определено через шуру. С этой точки зрения, шура обеспечивает основу для представительных государственных учреждений, которые похожи на западную демократию, но отражают скорее исламские, чем западные либеральные ценности. Различные формы этого умеренного взгляда на демократию отстаивали Хасан ат-Тураби, Рашид аль-Ганнуши и Юсуф аль-Кардави.
- На либеральный исламский взгляд влияет акцент Мухаммеда Абдо на роль разума в понимании религии. Он подчёркивает демократические принципы, основанные на плюрализме и свободе мысли. Такие авторы, как Фахми Хувейди[англ.] и Тарик аль-Бишри[англ.], опираясь на ранние исламские тексты, разработали оправдания полного гражданства немусульман в исламском государстве. Другие, такие как Мухаммед Аркун[англ.] и Наср Абу Зайд, оправдывают плюрализм и свободу с помощью не буквальных подходов к интерпретации текста. Абдолкарим Соруш, известный иранский теоретик «постисламизма» выступает за «религиозную демократию», основанную на религиозной мысли, которая является демократической, терпимой и справедливой. Исламские либералы утверждают о необходимости постоянного пересмотра религиозного понимания, что может быть сделано только в демократическом контексте.

### Секуляристские взгляды
См. также: Ислам и секуляризм
В современной истории исламского мира понятие секуляризм приобрело сильные негативные коннотации из-за его связи с иностранным колониальным господством и удалением религиозных ценностей из публичной сферы. Традиционная исламская теория проводит различие между вопросами дин (религия) и давла (государство), но настаивает на том, что политический авторитет и общественная жизнь должны руководствоваться религиозными ценностями. Некоторые исламские реформисты, такие как Али Абдель Разек и Махмуд Мухаммед Таха, выступают за светское государство в смысле политического порядка, которое не навязывает нации какой-либо единой интерпретации шариата, хотя они не защищают секуляризм в смысле морально нейтрального осуществления государственной власти. Исламский учёный Абдуллахи Ахмед Ан-Наим выступает за светское государство, построенное на конституционализме, правах человека и полном гражданстве, стремясь продемонстрировать, что его видение в большей степени соответствует исламской истории, чем видению исламского государства.
Сторонники исламизма отвергают светские взгляды, которые ограничивают ислам вопросом личной веры, и настаивают на реализации исламских принципов в правовой и политической сферах. Лидер исламской революции в Иране Рухолла Мусави Хомейни после её победы разработал свою концепцию «разделения властей» для Исламской Республики Иран, закреплённую в конституции.

### Мухаммед Икбал
Философ и мыслитель, «духовный отец Пакистана» Мухаммад Икбал рассматривал ранний исламский халифат как совместимый с демократией. Он «приветствовал формирование всенародно избранных законодательных собраний» в мусульманском мире как «возвращение к первоначальной чистоте ислама». Икбал утверждал, что ислам имеет «жемчужины экономической и демократической организации общества», но этот рост был остановлен монархическим правлением Омейядского халифата, который утвердил Халифат как великую исламскую империю, но привёл к тому, что политические исламские идеалы были «опровергнуты» "и ранние мусульмане теряют из виду «наиболее важные возможности своей веры».

### Мухаммед Асад
Другой мусульманский учёный и мыслитель, Мухаммад Асад, считал демократию полностью совместимой с исламом. В своей книге «Принципы государства и управления в исламе» он отмечает:
«С этой исторической точки зрения „демократия“ в современном Западе бесконечно ближе к исламской, чем к древнегреческой концепции свободы; поскольку Ислам утверждает, что все люди социально равны и, следовательно, им должны быть предоставлены одинаковые возможности для развития и самовыражения. С другой стороны, ислам обязывает мусульман подчинять свои решения руководству Божественного закона, раскрытого в Коране и иллюстрируемого Пророком: обязательство, которое накладывает определённые ограничения на право общины издавать законы и отрицает право „воля народа“ — это атрибут суверенитета, который является неотъемлемой частью западной концепции демократии».

### Абул Ала Модуди
Исламский писатель и политик Абу-ль-Аля Маудуди, основатель и идеолог пакистанской партии «Джамаат-и-Ислами», разработал свою концепцию «исламского государства», которое в конечном итоге «будет править землей». В противоположность светской западной демократии, «исламское государство» по версии Маудуди будет следовать всеобъемлющему закону шариата. Свою концепцию Маудуди назвал «тео-демократия», которая, как он утверждал, отличается от теократии христианского Запада тем что «тео-демократией» будет управлять вся мусульманская община (благочестивые мусульмане, которые следуют шариату), а не правящий клерикальный класс во имя Бога. Концепция Маудуди была подвергнута критике как:
идеологическое государство, в котором законодатели не принимают законов, граждане голосуют только за подтверждение постоянной применимости законов Бога, женщины редко выходят за пределы своего дома, чтобы не нарушить социальную дисциплину, а немусульман терпят как иностранные элементы, необходимые для выражения своей лояльности посредством уплаты финансового сбора.

### Л. Али Хан
Правовед Л. Али Хан утверждает, что ислам полностью совместим с демократией. В своей книге A Theory of Universal Democracy (в переводе с англ. — «Теория всеобщей демократии») Хан приводит критику либеральной демократии и секуляризма. Он представляет концепцию «государства слияния» (англ. fusion state), в котором сливаются религия и государство. Нет противоречий во вселенной Бога, говорит Хан. Противоречия представляют собой ограниченные знания, которыми обладают люди. Согласно Корану и Сунне, мусульмане в полной мере способны сохранять духовность и самоуправление.

### Джавед Ахмед Гамди
Религиозный ученый Джавед Ахмед Гамиди интерпретирует стихи Корана как «Коллективные дела мусульман ведутся на основе взаимных консультаций» (42:37). Он считает, что все вопросы мусульманского государства должны решаться путём консультаций. Парламентские органы предоставят эту платформу для практического осуществления и осуществления этих консультаций.

## Взгляды широкой исламской общественности
Американские исламоведы Джон Льюис Эспозито и Натана Делонг-Бас различают четыре самые распространённые среди мусульман точки зрения на ислам и демократию:
- Поддержка демократических идей, сопровождаемая верой в то, что они совместимы с исламом, который может играть общественную роль в демократической системе, примером чего могут служить многие протестующие, принимавшие участие в «Арабской весне»;
- Поддержка демократических процедур, таких как выборы, в сочетании с религиозными или моральными возражениями в отношении некоторых аспектов западной демократии, которые считаются несовместимыми с шариатом, примером чего являются такие исламские учёные, как Юсуф Аль-Кардави;
- Отказ от демократии для защиты традиционных исламских институтов, таких как шура и иджма, часто свойственное сторонникам абсолютной монархии и радикальных исламистских движений;
- Вера в то, что демократия требует ограничения религии только частной жизнью, которой придерживается меньшинство в мусульманском мире.

Опросы, проведённые Gallup и PEW в странах с мусульманским большинством, показывают, что большинство мусульман не видят противоречия между демократическими ценностями и религиозными принципами, не желая ни теократии, ни светской демократии, а скорее политической модели, в которой демократические институты и ценности могут сосуществовать с ценностями и принципами ислама.

## Ислам и демократия на практике

### Препятствия
См. также: Демократия на Ближнем Востоке и в Северной Африке
Есть несколько идей о связи между исламом на Ближнем Востоке и демократией. Американский политолог Сьюзен Вальц пишет, что демократические преобразования в целом проходили на исламском Ближнем Востоке в то время, когда такие преобразования были центральной темой в других частях света, хотя она отмечает, что в последнее время всё большее число проводимых в регионе выборов указывает на некоторую форму принятия демократических традиций.
После «Арабской весны» профессор Оливье Руа в статье в журнале Foreign Policy назвал политический ислам «всё более взаимозависимым» с демократией, так что «ни один из них не может выжить без другого».
Учёные-востоковеды предлагают другую точку зрения на связь между исламом и демократизацией на Ближнем Востоке. Они не видят совместимости между светской демократией и арабо-исламской культурой на Ближнем Востоке, которая имеет сильную историю недемократических верований и авторитарных структур власти. Английский востоковед Эли Кедури полагает, что трудно «одновременно придерживаться идей, которые нелегко примирить, можно утверждать, что в арабском общественном сознании существует глубокая путаница, по крайней мере, в отношении значения демократии. Однако путаница понятна поскольку идея демократии совершенно чужда мировоззрению ислама». Подобной точки зрения, согласно которой ислам и демократия несовместимы из-за, казалось бы, непримиримых различий между шариатом и демократическими идеалами, также придерживаются некоторые исламисты, что не мешает им активно участвовать в демократических выборах в тех исламских странах где они проводятся, и даже сотрудничать с неисламистскими силами.
Тем не менее, некоторые мусульмане считают, что ислам и демократия в той или иной форме действительно совместимы, что по их мнению подтвержадет существование в Коране концепции «шуры». Такие взгляды были высказаны различными мыслителями и политическими активистами исламского мира. Они продолжают оставаться предметом споров, например, на вторых дебатах в Дубае, на которых обсуждался вопрос «Можно ли совместить арабские и исламские ценности с демократией?»

### «Четыре главных препятствия» Брайана Уитакера
В 2004 году британский журналист Брайан Уитакер, редактор The Guardian по региону Ближнего Востока и Северной Африке, опубликовал на веб-сайте своей газеты статью, в которой, утверждал, что существует четыре основных препятствия на пути демократии в регионе: «имперское наследие», «нефтяное богатство», «арабо-израильский конфликт» и «воинствующий или „отсталый“ ислам».
Имперское наследие заключается в первую очередь границах современных государств и существовании значительных меньшинств внутри этих государств. Признание этих различий часто подавляется обычно в целях «национального единства», а иногда и для того, чтобы скрыть тот факт, что элита меньшинства контролирует страну. Брайан Уитакер утверждает, что это приводит к формированию политических партий по этническому, религиозному или региональному признаку, а не по политическим различиям. Таким образом, голосование становится подтверждением личности, а не реальным выбором.
Проблема с нефтью и богатством, которое она генерирует, состоит в том, что у элит стран, богатых нефтью, есть значительные финансовые ресурсы, позволяющие им оставаться у власти, поскольку благодаря им они могут купить или подавить большинство потенциальных противников. Брайан Уитакер утверждает, что «нефтяное богатство» даёт возможность отказаться от налогообложения, тем самым снижая давление на представительство. Кроме того, западные правительства нуждаются в стабильном источнике нефти и поэтому более склонны поддерживать статус-кво в регион, нежели добиваться реформ, которые могут привести к периодам нестабильности. Это, учитывая, в частности преобладание на Ближнем Востоке государств-рантье, во многом объясняет как распространение авторитарных режимов, так и отсутствие демократии в регионе. Следствием отсутствия налогообложения, о котором говорит Уитакер в таких странах-рантье, является неактивное гражданское общество. Поскольку гражданское общество рассматривается как неотъемлемая часть демократии, его отсутствие или низкая активность ставят под сомнение возможность развития демократии на Ближнем Востоке в таких ситуациях.
Третий пункт Уитакера заключается в том, что арабо-израильский конфликт служит объединяющим фактором для стран Лиги арабских государств, а также оправданием для репрессий со стороны правительств стран Ближнего Востока. Например, в марте 2004 года шейх Мухаммад Хусейн Фадлалла, лидер ливанского движения «Хезболла», заявил, что «у нас есть законы о чрезвычайном положении, у нас есть контроль со стороны органов безопасности, у нас стагнация оппозиционных партий, у нас есть присвоение политических прав — всё это во имя арабо-израильского конфликта». Запад, особенно США, также рассматривается как сторонник Израиля, и поэтому многие мусульмане считают и Западный мир в целом и его институты, включая демократию, подозрительными. Халед Абу Эль Фадль, преподаватель исламского права Калифорнийского университета, считает, что «современность, несмотря на значительный научный прогресс, достигла мусульман, увязших в уродстве бесправия и отчуждённости».
Неэффективность управления и репрессии со стороны светских арабских режимов привели к росту радикального исламского движения, приверженцы которого считают, что исламская теократия приведёт к более справедливому обществу. К сожалению, эти группы, как правило, очень нетерпимы к альтернативным взглядам, включая идеи демократии. Многие мусульмане, разделяющие точку зрения о совместимости ислама и демократии, живут на Западе и поэтому считаются исламскими радикалами и фундаменталистами «заражёнными» неисламскими идеями.

### Пакистан
В начале истории государства Пакистан (12 марта 1949) была принята парламентская резолюция («Резолюция о целях»), в которой провозглашались принципы, на которых будет построена будущая конституция Пакистана. Эта резолюция в целом была включена в Конституцию Пакистана в соответствии со статьей 2 (А). Резолюция содержала основные принципы как ислама, так и западной демократии, в соответствии с видением основателей Пакистана Мухаммада Икбала, Мухаммеда Али Джинна и Лиаката Али Хана).
Резолюция провозглашала суверенитет Аллаха как первоисточник власти и одновременно принципы демократии, свободы, равенства, терпимости и социальной справедливости, «как это предусмотрено исламом»:
- Государство осуществляет свои полномочия и власть через выборных представителей народа.
- Принципы демократии, свободы, равенства, терпимости и социальной справедливости, провозглашённые исламом, должны полностью соблюдаться.
- Мусульмане должны иметь возможность упорядочить свою жизнь в индивидуальной и коллективной сферах в соответствии с учением ислама, изложенными в Коране и Сунне.
- Должно быть предусмотрено, что религиозные меньшинства могут свободно исповедовать и практиковать свои религии и развивать свою культуру.

Однако исламизация в Пакистане идёт медленно, и исламисты выражают разочарование тем, что закон шариата ещё не полностью реализован.

### Иран

#### Теория
После революции в Иране, крупнейшей в мире шиитской стране, основной политической концепцией шиитов-двунадесятников стал хомейнизм, разработанный аятоллой Рухолла Хомейни, основателем и лидером Исламской Республики Иран, основанную на шиитской политико-правовой доктрине «вилаят аль-факих». Хомейни утверждал, что в отсутствие Скрытого Имама и других божественно назначенных фигур (которым и должна принадлежать высшая политическая власть), мусульмане имеют не только право, но и обязанность создавать «исламское государство» под руководством рахбара. С этой целью они должны обратиться к учёным исламского права (фикх), которые имеют право интерпретировать Коран и писания имамов как люди, «приближённые к Аллаху». При этом Хомейни полагал, что «высшая сила — сила народа» и «крупная держава не может существовать без народной поддержки» — таким образом, по мнению имама, «народ должен участвовать в политических делах».
Придя к власти и признав необходимость большей гибкости, Хомейни изменил некоторые более ранние позиции, настаивая на том, что шариатское правление подчиняется интересам ислама («маслаха» — «целесообразные интересы» или «общественное благосостояние»), и «божественное правительство» в интерпретации факихов, которые могут отвергнуть шариат в случае необходимости, чтобы служить этим интересам. Исламское "правительство, которое является ветвью абсолютного управления Пророком Бога, является одним из основных таинств ислама и имеет приоритет над всеми "вторичными «таинствами».
Последний пункт был сделан в декабре 1987 года, когда Хомейни издал фетву в поддержку попытки иранского правительства принять закон об охране труда не в соответствии с шариатом. Он постановил, что в исламском государстве правительственные таинства были главными таинствами и что исламское государство имеет абсолютное право (перс. ولايت مطلقه‎) принимать государственные заповеди, имея приоритет над «всеми вторичными таинствами, такими как молитва, пост, и паломничество».
Если бы полномочия правительства лежали только в рамках вторичных божественных указов, назначение божественного правительства и абсолютного депутатского попечительства (wilayat-i mutlaqa-yi mufawwada) Пророку ислама (мир ему и его потомству) было бы были на практике совершенно без смысла и содержания. … Я должен отметить, что правительство, являющееся ветвью абсолютного управления Пророком Божьим, является одним из основных таинств ислама и имеет приоритет над всеми вторичными таинствами, такими как молитва (салат), пост (ас-са́ум), и паломничество (хадж).
Идея и концепция исламской демократии была принята многими иранскими священнослужителями, учеными и интеллектуалами. Наиболее заметным из тех, кто принял теорию исламской демократии, является, вероятно, лидер Ирана аятолла Али Хаменеи, который упоминает исламскую демократию как «Mardomsalarie Dini» в своих выступлениях.
Есть и другие иранские учёные, которые выступают против или по крайней мере критикуют концепцию исламской демократии. Среди наиболее популярных из них — аятолла Насер Макарем Ширази, который писал: «Если не обращение к голосам людей приведет к обвинениям в тирании, тогда разрешено принимать голосование людей как вторичную заповедь». Мохаммад-Таки Месба-Йазди имеет более или менее близкую точку зрения.

#### Практика
Некоторые иранцы, в том числе Мохаммад Хатами, классифицируют Исламскую Республику Иран как разновидность религиозной демократии. Они утверждают, что аятолла Хомейни придерживался той же точки зрения, и именно поэтому он выбрал название «Jomhoorie Eslami» (Исламская Республика) вместо «Hokoomate Eslami» (Исламское государство).
Другие утверждают, что Исламская Республика Иран не только недемократична (см. «Государственный строй Ирана»), но и сам Хомейни выступил против принципа демократии в своей книге «Исламское правительство», где отрицал необходимость какого-либо законодательного органа, так как «никто не имеет права издавать законы … кроме … Божественного Законодателя». Во время Исламской революции, Хомейни призывал иранцев «Не используйте этот термин „демократический“. Это западный стиль». Это предмет оживлённой дискуссии среди исламистской интеллигенции. Также они утверждают, что шариатские суды Ирана, Исламский революционный суд, закон о богохульстве и мутавва`ин (религиозная полиция) нарушают принципы демократического управления.
В декабре 1979 года иранцы одобрили конституцию, 2-я статья которой провозглашает Иран Исламской республикой, система правления которой основанная на вере в Единого бога (Ла иллахи илла-ллах), установленные им законы шариата, Божественные откровения, основываясь на которых и полагается толковать законы, в «Божественную справедливость в Создании и установлении законов шариата», преемственность имамов и их опеку над обществом.

## Индексы демократии в мусульманских странах
Существует несколько неправительственных организаций, которые публикуют и поддерживают индексы свободы в мире в соответствии со своими собственными определениями этого термина и классифицируют страны как свободные, частично свободные или несвободные, используя различные меры свободы, включая политические и экономические свободы, свободу прессы и гражданские свободы. Два наиболее авторитетных и упоминаемых в западных СМИ индекса: «Свобода в мире» от Freedom House, и «Индекс демократии (Economist)» (2018) от Economist Intelligence Unit. В то же время эти индексы часто вызывают некоторую критику и могут не отражать недавние изменения.